# ليور جولدنبيرج
ليور جولدنبيرج هو مهندس الصوت ومنتج أسطوانات وملحن إسرائيلي، ولد في 28 سبتمبر 1974 في تل أبيب في إسرائيل.

## وصلات خارجية
- الموقع الرسمي